# Aegerosphecia mysolica
Aegerosphecia mysolica is een vlinder uit de familie wespvlinders (Sesiidae), onderfamilie Sesiinae.
Aegerosphecia mysolica is voor het eerst wetenschappelijk beschreven door Walker in 1865. De soort komt voor in het Oriëntaals gebied.